# Jawhar Mnari
Jawhar Mnari (Monastir, Túnez, 8 de noviembre de 1976) es un exfutbolista tunecino. Jugaba como mediocampista y su último equipo fue el FSV Fráncfort de la 2. Bundesliga.

## Selección nacional
Fue internacional con la selección de fútbol de Túnez en 44 partidos y marcando tres goles desde el año 2002.

### Participaciones en Copas del Mundo
| Mundial                        | Sede     | Resultado    | Partidos | Goles |
| ------------------------------ | -------- | ------------ | -------- | ----- |
| Copa Mundial de Fútbol de 2006 | Alemania | Primera fase | 3        | 1     |

### Participaciones en Copa Africana
| Copa Africana                     | Sede   | Resultado        | Partidos | Goles |
| --------------------------------- | ------ | ---------------- | -------- | ----- |
| Copa Africana de Naciones 2004    | Túnez  | Campeón          | 6        | 1     |
| Copa Africana de Naciones 2006    | Egipto | Cuartos de final | 3        | 0     |
| Copa Africana de Naciones de 2008 | Ghana  | Cuartos de final | 4        | 0     |

### Participaciones en Copa Confederaciones
| Edición                   | Sede     | Resultado    | Partidos | Goles |
| ------------------------- | -------- | ------------ | -------- | ----- |
| Copa Confederaciones 2005 | Alemania | Primera fase | 3        | 0     |

## Clubes
| Club                        | País     | Año         |
| --------------------------- | -------- | ----------- |
| US Monastir                 | Túnez    | 2000 - 2001 |
| Espérance Sportive de Tunis | Túnez    | 2001 - 2005 |
| 1. FC Nuremberg             | Alemania | 2005 - 2010 |
| FSV Frankfurt               | Alemania | 2010 - 2011 |